# Schloss Lignières

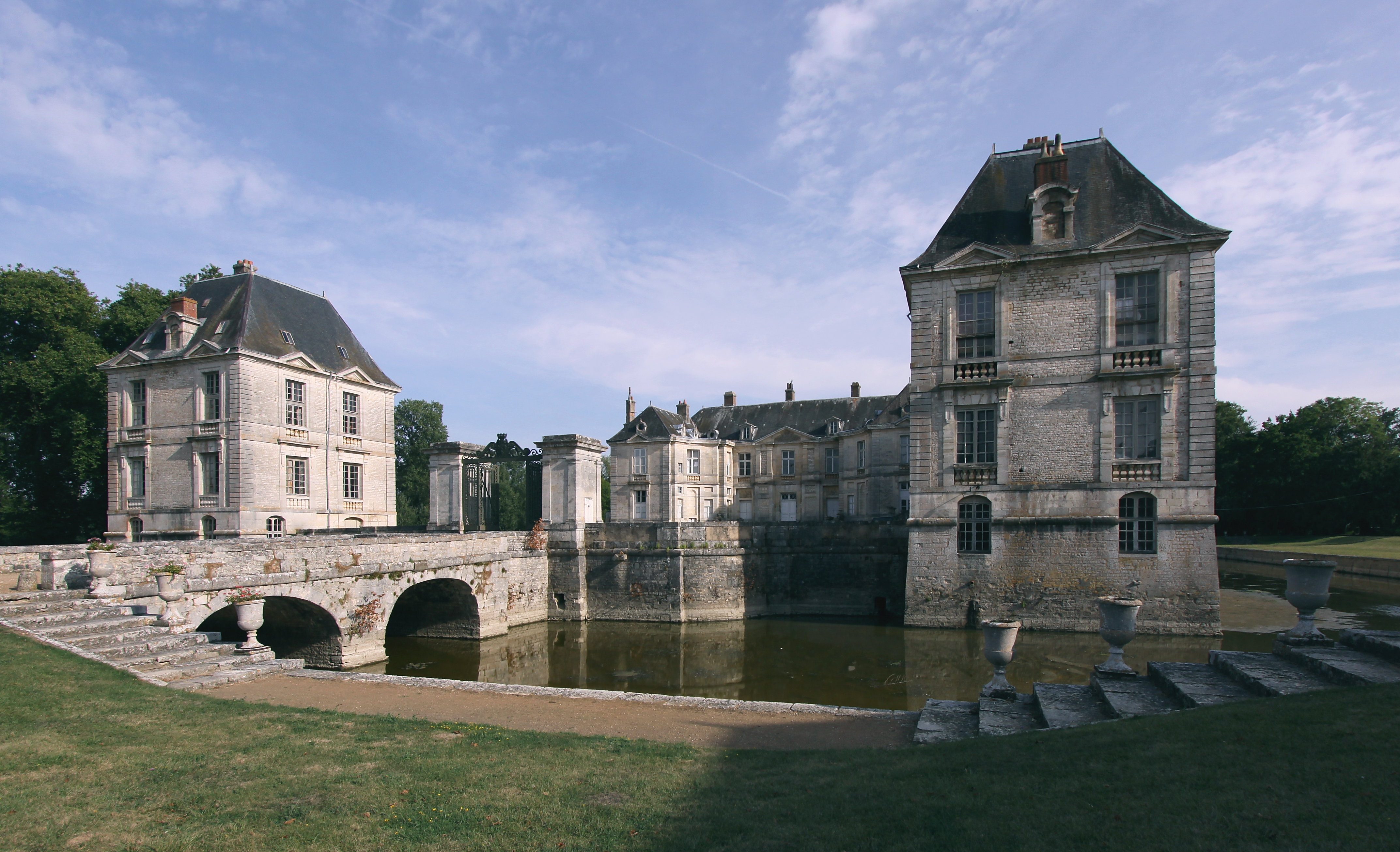
Schloss Lignières

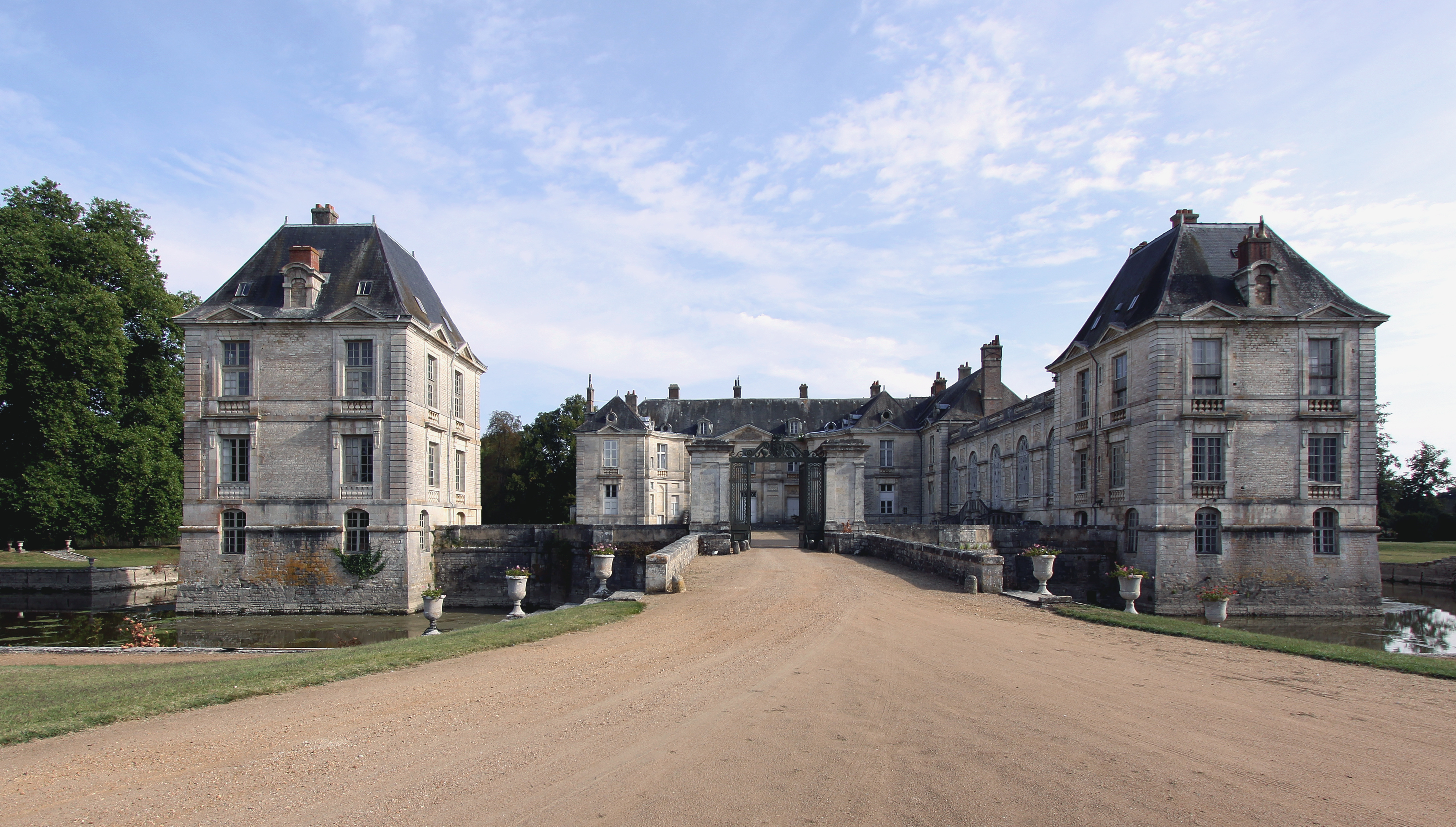
Schloss Lignières

Das Schloss Lignières (französisch Château de Lignières) liegt in der Gemeinde Lignières im französischen Département Cher.
In der einst von der Familie Lignières gebauten mächtigen Festung wuchs Jeanne de Valois, Tochter Ludwigs XI., auf. Im Jahre 1464 geboren, wurde sie im Alter von zwölf Jahren mit Ludwig von Orléans, dem späteren König Ludwig XII., verheiratet, der sich nach 22 Jahren von ihr scheiden ließ. Sie zog sich daraufhin auf ihr Schloss in Bourges zurück und gründete den kontemplativen Orden der Annuntiatinnen. Auch Catherine d’Amboise, Witwe von Philibert de Beaujeu, Herr von Lignières, lebte hier und widmete sich der Poesie und der Andacht.
Das heutige Schloss Lignières ersetzte das mittelalterliche Bauwerk und wurde einschließlich Nebengebäuden, Ehrenhof, Wassergräben, Wirtschaftsgebäuden und Parkanlage zwischen 1654 und 1660 fertiggestellt. Bauherr der von dem Architekten François Le Vau, Bruder von Louis Le Vau, verwirklichten Anlage war Jérôme de Nouveau, Surintendant des Postes, der das Anwesen im Jahre 1653 erworben hatte.
Der Gebäudekomplex ist typisch für den französischen Klassizismus, allerdings noch etwas nüchterner. So wurde auf dekorative Elemente wie zum Beispiel Statuen, Büsten und Reliefs fast vollständig verzichtet. Eine Brücke führt über den Wassergraben in den vom Hauptgebäude und zwei großen quadratischen Pavillons eingegrenzten Ehrenhof. Die umgebende Parkanlage wurde 1827 als englischer Garten umgestaltet.
Das heutige Schloss entspricht im Wesentlichen dem ursprünglichen Ensemble von Bauwerken. Einige Teile wurden jedoch im Laufe der Jahrhunderte erneuert bzw. umgebaut. So trat an die Stelle der Galerie im 19. Jahrhundert eine Mühle, die jedoch 1920 wiederum einer neuerbauten Galerie weichen musste.
1683 gelangte Schloss Lignières in den Besitz der Familie Bourbon-Busset. Gegenwärtiger Schlossherr ist Sixto von Bourbon-Parma.
Seit 1935 ist die Anlage als Monument historique klassifiziert.